# Hans Kutschke
Hans-Gerd Kutschke (* 21. Mai 1945 in Leitmeritz) ist ein deutscher Maler und Grafiker.

## Leben
Hans-Gerd Kutschke wuchs in Bautzen auf. Er erlernte den Beruf des Gütekontrolleurs im Robur-Werk Bautzen. Seine erste Bewerbung für ein Malereistudium an der Hochschule für Bildende Künste Dresden war erfolgreich. Jedoch durfte er das Studium aus politischen Gründen nicht antreten. Neben der fortgesetzten Berufstätigkeit besuchte er das Abendstudium der Hochschule für Bildende Künste Dresden. Der Zugang zur freien Kunst über ein Hochschulstudium blieb ihm weiter verwehrt. Für ein Restauratorenstudium wurde er 1974 zugelassen, brach dieses aber ab, um ab 1975 freischaffend tätig zu werden. Im Bautzner Vorort Seidau nutzte er bereits seit 1971 ein Atelier.
Eine legale Berufsausübung erforderte in der DDR eine Steuernummer, die nur den Mitgliedern des VBK zugeteilt wurde. Wer weder diese noch eine andere Berufstätigkeit wenigstens formal vorweisen konnte, musste mit Sanktionen wegen Steuerhinterziehung oder Arbeitsbummelei rechnen. Durch die Bürgschaft der Künstlerfreunde Horst Bachmann und Harald Metzkes wurde er 1978 als Kandidat des Verbandes Bildender Künstler der DDR angenommen und erwarb 1981 dessen Mitgliedschaft. Von 1980 bis 1990 war er als Lehrbeauftragter der Hochschule für Bildende Künste Dresden an der Außenstelle Bautzen der Abteilung Abendstudium in Nadelwitz tätig und wurde 1984 deren Leiter. Während dieser Zeit gab er heute überregional bekannten Künstlern wie Frank Nitsche, Steffen Bachmann, Heike Dittrich, Markus Draper, Thoralf Knobloch, Jana Böhme, Annedore Dietze, Iris Brankatschk, Hanif Lehmann, Almut Zielonka u. a. wichtige Anregungen und ebnete ihnen den Weg zum Studium in Dresden. 1987 zog Kutschke nach Dresden um. Nach der Grenzöffnung im Herbst 1989 unternahm er beinahe jährlich Studienreisen nach Italien, deren Eindrücke sich in seinem Werk niederschlagen. Kutschke ist aktiv im Bautzner Kunstverein e. V. und einer der Initiatoren des zwischen 1996 und 2011 stattfindenden Bautzner Herbstsalons.

## Werk
Kutschkes Bilder gehen von der Anschauung aus, sowohl der Natur, wie der Kunst. Dieser Anlass steht am Beginn einer langanhaltenden bildnerischen Formfindung. Neben der Malerei, die mit Skizzen und Farbstudien vorbereitet wird, entstehen Druckgrafiken, vornehmlich Radierungen.
Auf den naturalistisch geprägten Beginn seiner Malerei folgte ab 1980 eine „Schwarze Periode“, deren Bilder eine melancholische Stimmung atmen. Eine tonige Malerei ist von schwarzen Konturen gefasst. Gegen Ende der achtziger Jahren malte er eine Reihe von wilden Gemälden in heftigem Duktus und greller Farbigkeit, die er als „Sudelbilder“ bezeichnet. In Folge der Italienaufenthalte hellte sich seine Palette wieder auf, und die Bildgestaltungen werden von konkreten Beobachtungen bestimmt, in denen er auf subtile Weise Anklänge aus der Mythologie und der Kunstgeschichte mitschwingen lässt.
Kutschke hält bewusst einen Abstand zum Kunstmarkt, dem er einen unguten Einfluss auf die Werkentwicklung zuschreibt. Ausstellungen seiner Werke in kommerziellen Kunsthandlungen sind darum selten. Gleichwohl hat sich ein Kreis von Sammlern und Liebhabern seiner Kunst gebildet und viele seiner Bilder befinden sich in Privatbesitz. Ein größerer Bestand befindet sich in den Kunstsammlungen des Stadtmuseums Bautzen, den Staatlichen Kunstsammlungen Dresden und der Kunstsammlung der Sächsischen Landesärztekammer.
Immer noch gilt für die Wahrnehmung von Kutschkes Werk, was die Kunsthistorikerin Ophelia Rehor anlässlich der Retrospektive zu seinem 50. Geburtstag im Bautzner Stadtmuseum feststellte: „Hans Kutschke, Jahrgang 1945, gehört zu den Persönlichkeiten, die sich vornehmlich im Widerstreit mit dem System der ehemaligen DDR befanden und daher keine besondere öffentliche Gewichtigkeit als Künstler entwickeln konnten.“ Seine von der Anschauung ausgehende Malerei entzieht sich heute wie schon in der Zeit vor 1989 dem gesellschaftspolitischen Diskurs und bietet der stark von Theorien geleiteten Kunstbetrachtung wenig Anhaltspunkte.

„Der Umfang dieses Lebenswerkes, das hier in der nur scheinbar äußeren Ruhe, bei Gewissensqual, existentieller Bangigkeit, bedrohlichen Ängsten, aber auch bei glücklich zu nennenden freundschaftlichen Begegnungen, in Zweisamkeit als Ursprung für Glück und Leid, im Pendel zwischen Aufschrei und Sanftmut, in Abgeschiedenheit, entstand ist überwältigend.“

## Ausstellungen (Auswahl)

### Einzelausstellungen
- 1976: Galerie Straußberg
- 1981: Humboldt-Universität, Berlin
- 1983: Kulturbundgalerie Bautzen
- 1986: Villa Weigang, Bautzen
- 1991: Galerie Budissin, Bautzen
- 1992: Leonhardi-Museum, Dresden
- 1993: Kanzlei Hoser, München
- 1994: Design und Art Languillat, München
- 1995: Galerie Budissin, Bautzen
- 1996: Stadtmuseum Bautzen
- 1997: Galerie des Kunstvereins Pirna
- 2000: Galerie Budissin, Bautzen
- 2001: Kunstbahnhof, Herrnhut
- 2002: Schloss Neschwitz
- 2002: Altstadtverein Pirna
- 2003: Palais im Großen Garten, Dresden
- 2013: Herzzentrum Dresden
- 2014: Kunsthandlung Koenitz, Dresden
- 2015: Museum Bautzen
- 2017: Galerie Himmel
- 2019: Lingnerschloss, Dresden

### Ausstellungsbeteiligungen
- 1969: Stadtmuseum Bautzen (mit Hilmar Laszczewski)
- 1976: Leonhardi-Museum, Dresden
- 1977: Galerie Junge Kunst, Frankfurt/Oder
- 1978: Künstlerhaus Nadelwitz
- 1979: X. Kunstausstellung des Bezirks Dresden
- 1980: Galerie Junge Kunst, Frankfurt/Oder („Junge Künstler der DDR“)
- 1980: Kleine Galerie Hainichen (mit Horst Weiße)
- 1982/83: IX. Kunstausstellung der DDR, Albertinum Dresden
- 1983: Stadtmuseum Bautzen
- 1989: XI. Kunstausstellung des Bezirks Dresden
- 1991: Ausstellung Bautzener Künstler, Heidelberg
- 1992: Ausstellung Bautzener Künstler, Dreux/Frankreich
- 1993: Galerie des Bautzener Kunstvereins
- 2006: Landesärztekammer Dresden (mit Peter Graf und Almut Zielonka)
- 2010: Palazzo Albrizzi, Venedig (mit Gabi Keil)